# Doggy's Angels
Doggy's Angels fue un grupo estadounidense de hip hop femenino de Los Ángeles, California. Fue creado por Snoop Dogg y sus miembros eran Big Chan (Chan Gaines), Coniyac (Kim Proby) y Kola Loc (Kola Marion).
El grupo publicó únicamente un álbum y un sencillo en el año 2000. El álbum, Pleezbaleevit! llegó al puesto #7 en el Billboard's Top independent albums chart, #8 en el Heatseekers chart y #35 en el Top R&B/Hip-hop albums chart. El sencillo "Baby if You're Ready" consiguió el número #1 en Hot R&B/Hip-hop songs.

## Biografía

### Problemas legales
El lanzamiento de su álbum debut motivó una demanda juducial por Columbia Pictures, que alegaba haber dañado la propiedad intelectual de la franquicia de Los Ángeles de Charlie. La banda fue renombrada como "Tha Angels", aunque no llegó a publicar más álbumes.

## Discografía

### Álbumes
| Año  | Título         | Posiciones en lista    | Posiciones en lista | Posiciones en lista    |
| Año  | Título         | Hot R&B/Hip-hop albums | Heatseekers         | Top independent albums |
| ---- | -------------- | ---------------------- | ------------------- | ---------------------- |
| 2000 | Pleezbaleevit! | #35                    | #8                  | #7                     |

### Sencillos
| Año  | Canción                | Posiciones en lista     | Posiciones en lista | Album          |
| Año  | Canción                | Hot R&B/Hip-hop singles | Hot rap singles     | Album          |
| ---- | ---------------------- | ----------------------- | ------------------- | -------------- |
| 2000 | "Baby if You're Ready" | #28                     | #1                  | Pleezbaleevit! |
| 2001 | "Pleezbaleevit!"       | -                       | -                   | Pleezbaleevit! |